# Oxalis corniculata
L'acetosella dei campi (Oxalis corniculata L., 1753) è una pianta infestante della famiglia delle Oxalidacee.

## Descrizione

### Radice
Le radici sono espanse e sotterranee e permettono alla pianta di moltiplicarsi per via vegetativa. La pianta è inoltre in grado di propagarsi emettendo stoloni epigei.

### Foglie
Le foglie sono suddivise in tre foglioline cuoriformi, ricordano molto quelle del trifoglio. Sono solitamente di colore verde, con sfumature, o interamente violette. Il picciolo, rispetto alla foglia, è lungo. Le foglie, in dosi molto piccole, possono essere usate come ingrediente per salse acidule. Infatti esse contengono ossalati. Per tale motivo se ne sconsiglia l'uso a coloro che soffrono di calcoli.

### Fiori
I fiori sono gialli, hanno 5 petali e sono lunghi fino a 7–10 mm.

### Frutti
I frutti sono delle capsule oblunghe, di dimensioni non superiori ai 15 mm di lunghezza, pelose, cilindriche e piene di semi.

### Semi
I semi sono ellittici; hanno colore scuro se maturi, bianco se immaturi. Sono proiettati dal frutto a distanza, a maturità dei semi stessi.

## Distribuzione e habitat
La pianta è originaria del Sud America ma si è diffusa come pianta infestante in tutti i continenti raggiungendo una distribuzione cosmopolita. È comune in tutto il bacino del Mediterraneo, ma si può trovare pure in tutti i luoghi fertili, anche lontano dal mare, soprattutto se umidi. Si adatta anche a condizioni di siccità. Grazie al suo meccanismo di diffusione si propaga con una certa facilità ed è in grado di moltiplicarsi anche nelle crepe dei marciapiedi e nei vasi.

## Galleria d'immagini

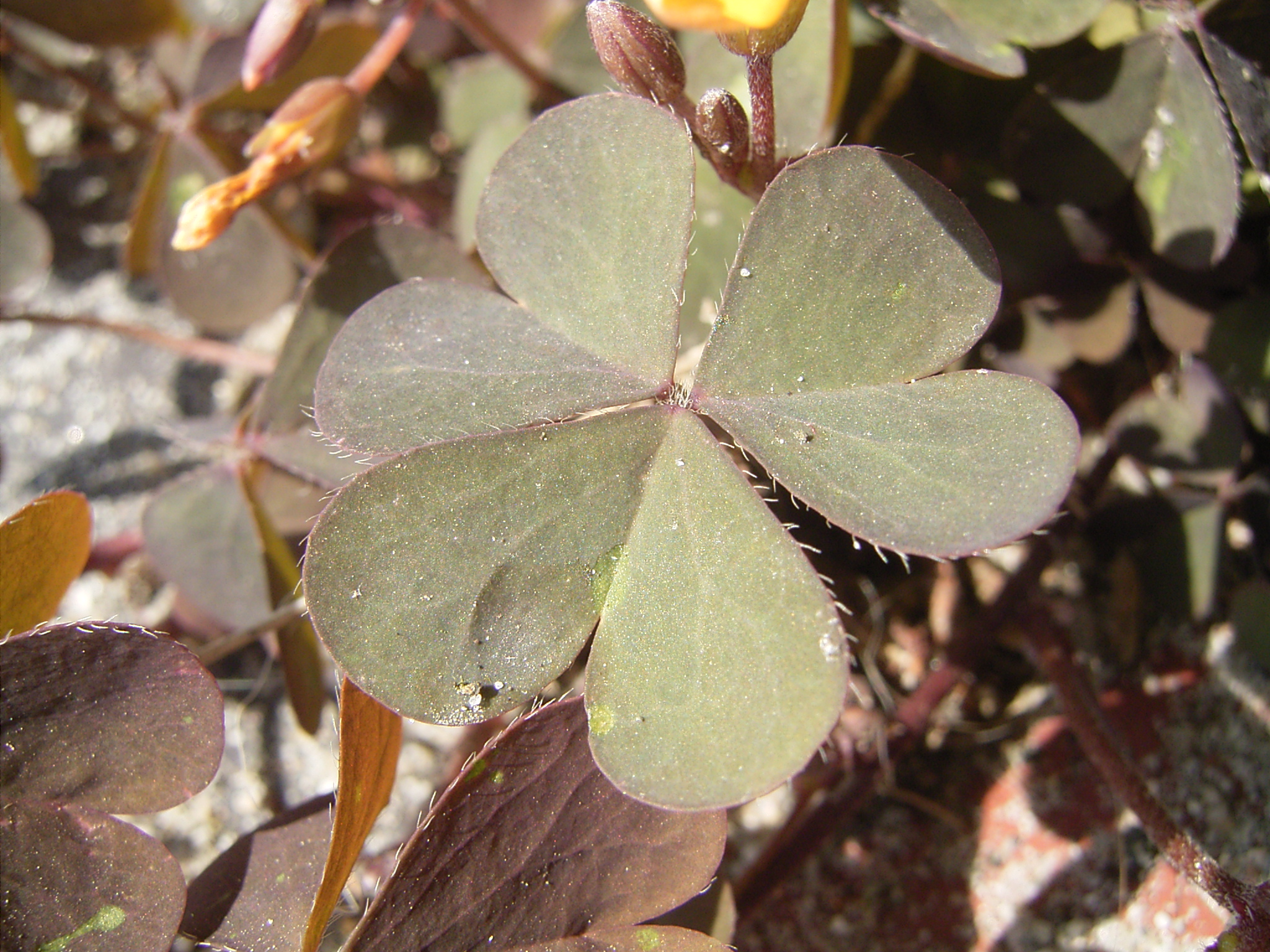
Foglie
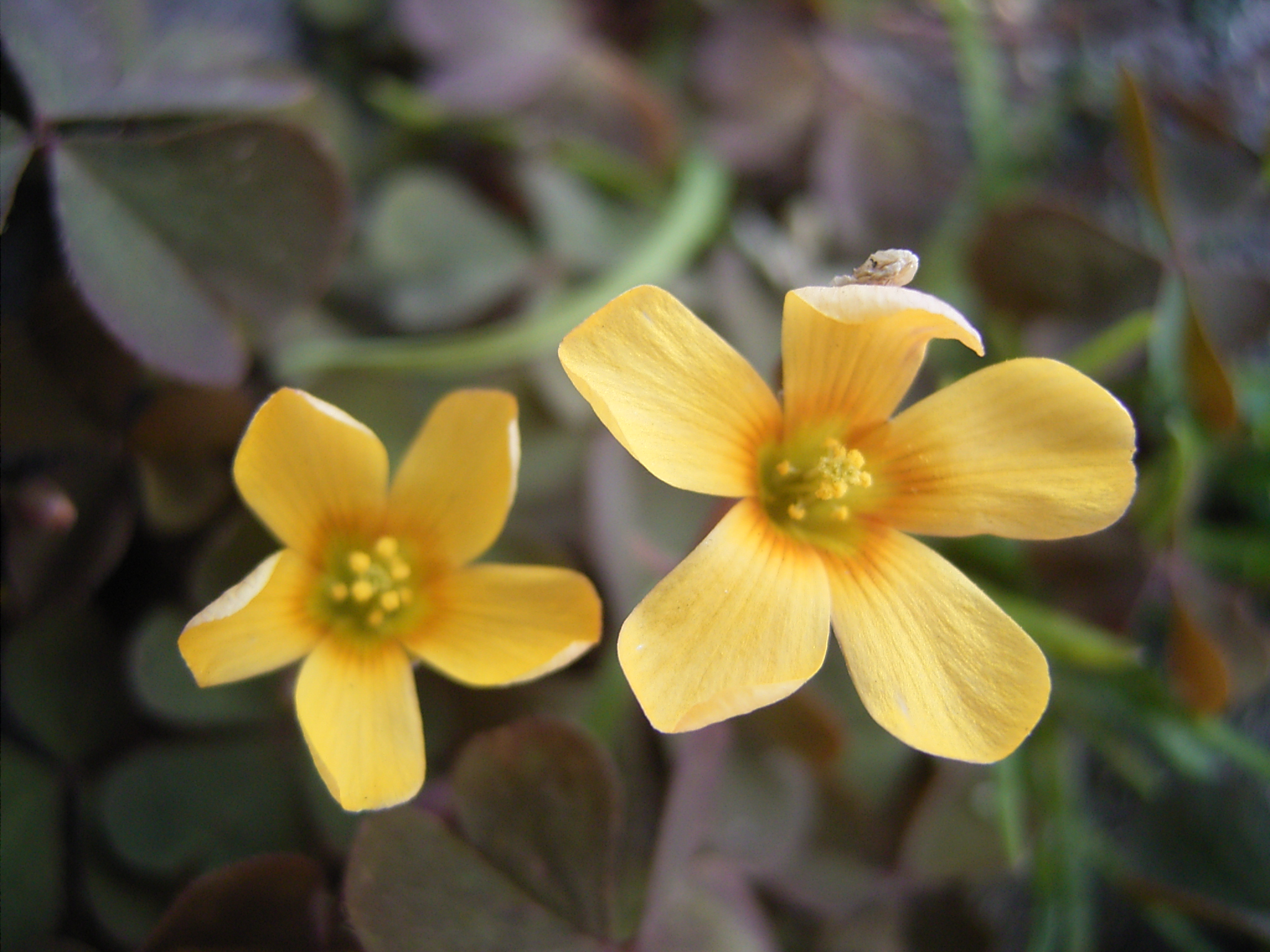
Fiori
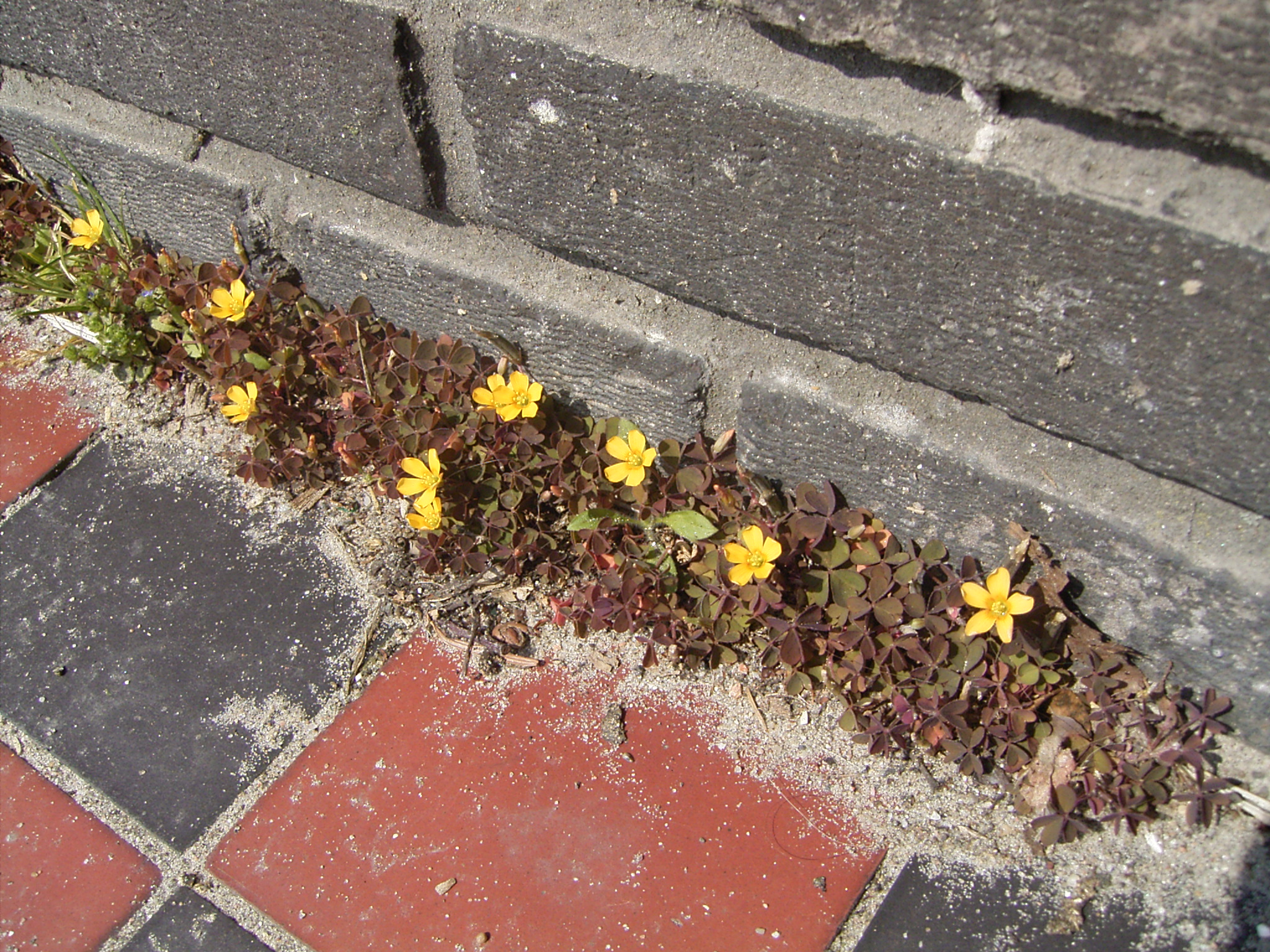
Piante
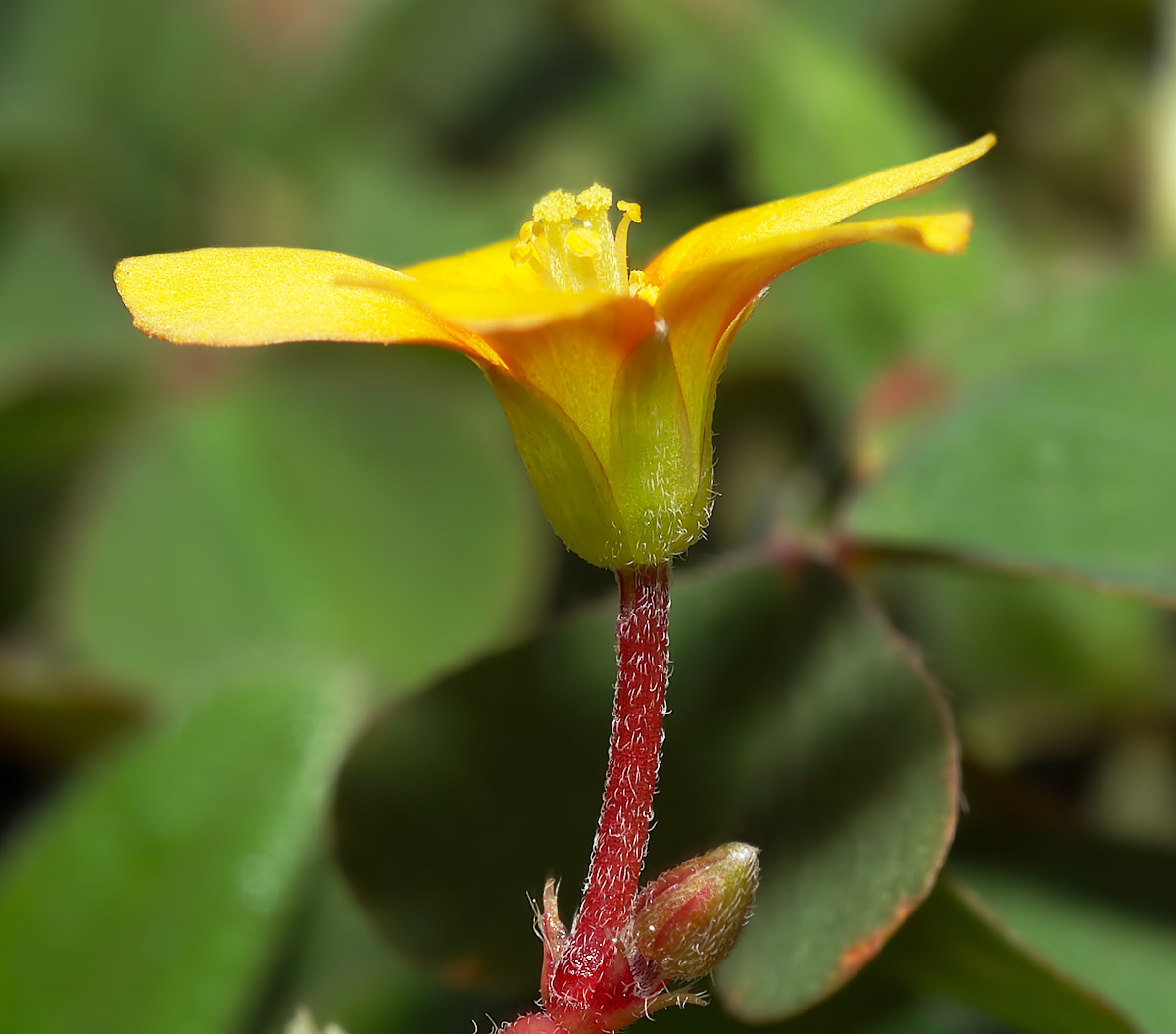
Fiore (ravvicinato)
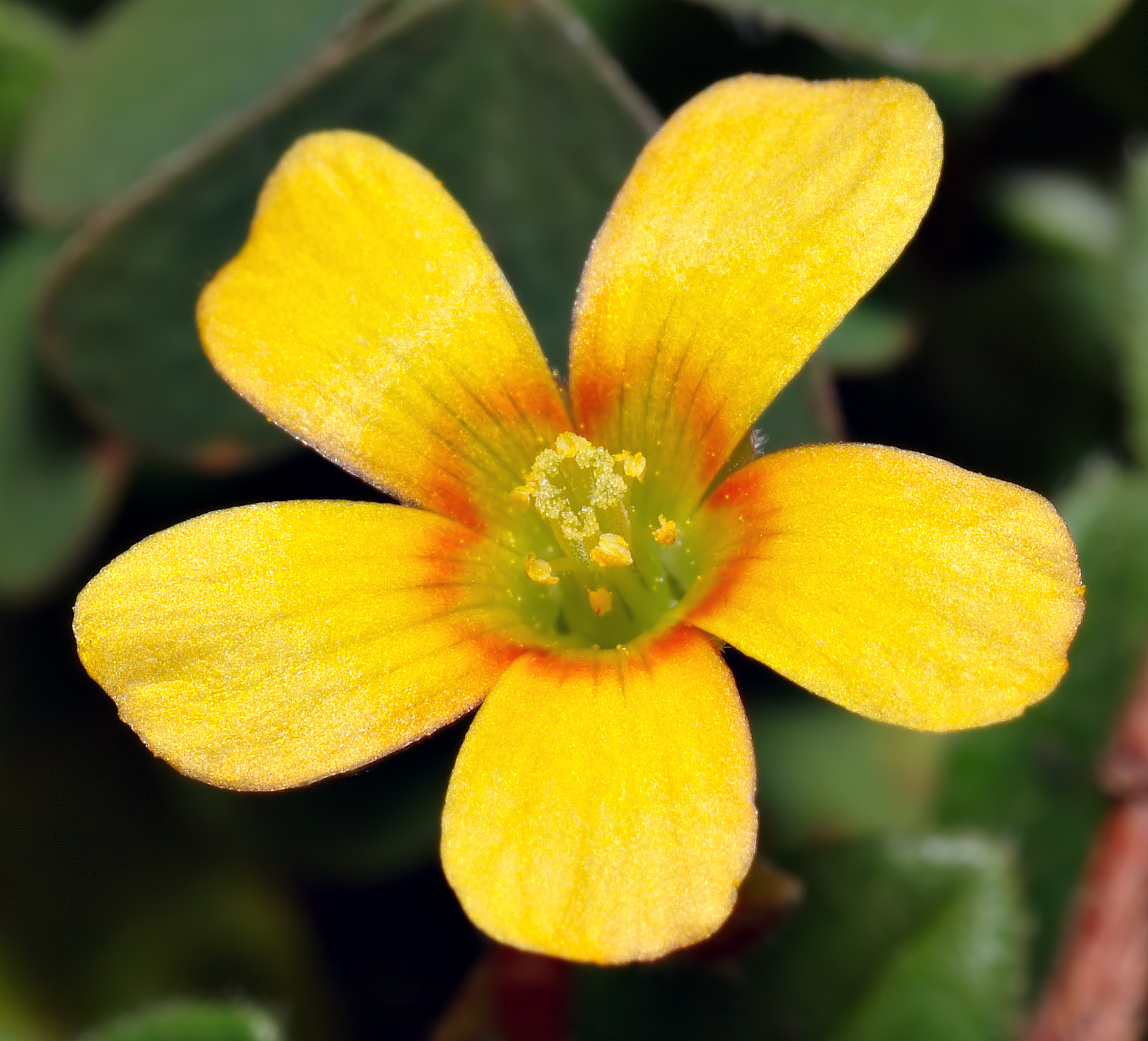
Fiore (ravvicinato)